# 田宮堅二
田宮 堅二（たみや けんじ、1945年10月30日 - ）は、日本のトランペット奏者。桐朋オーケストラアカデミー所長。父は小説家の田宮虎彦。

## 経歴
東京都出身。1968年桐朋学園大学卒業後、ドイツ政府給費留学生(DAAD)としてベルリン音楽大学に入学。在学中は、当時ベルリン・フィルハーモニー管弦楽団の首席トランペット奏者であったフリッツ・ヴェゼニック教授に師事。
1972年、ベルリン・ドイツ・オペラ管弦楽団に入団し、首席奏者をつとめる。同年3月最優秀の成績でベルリン音楽大学を卒業。ソリストとしても、アメリカ合衆国、西ドイツ各地の音楽祭に出演。日本でも東京都交響楽団、東京フィルハーモニー交響楽団、新日本フィルハーモニー交響楽団などに出演し、数々の協奏曲を共演。1981年にベルリン・ドイツ・オペラ管弦楽団を退団し帰国。本拠を日本に移す。
近年では、1994年にマルタ・アルゲリッチをソリストとしたショスタコーヴィチのピアノ協奏曲第1番のソロ・トランペットを担当する。ソリストとしての活動のほか「田宮堅二ブラスアンサンブル」、ジャパン・ブラスソロイスツなどを主催する。サイトウ・キネン・オーケストラや水戸室内管弦楽団にもたびたび参加。
現在は桐朋学園大学教授として、後進の指導にあたる。また、ドイツ・ブレーメンのトランペット・アカデミーの客員講師、および東京学芸大学の非常勤講師をつとめる。